# Léa Seydoux
Léa Hélène Seydoux-Fornier de Clausonne (París, Francia; 1 de julio de 1985), conocida artísticamente como Léa Seydoux, es una actriz francesa.

## Familia
Hija de padres alsacianos protestantes, se crio en St.Germain-des-Prés y recibió una estricta educación religiosa. Es nieta de Jérome Seydoux, el presidente de Pathé Distribution, y sobrina nieta de Nicolas Seydoux y de Michel Seydoux, jefe ejecutivo de Gaumont y expresidente del club de fútbol LOSC, respectivamente.[cita requerida]

## Carrera

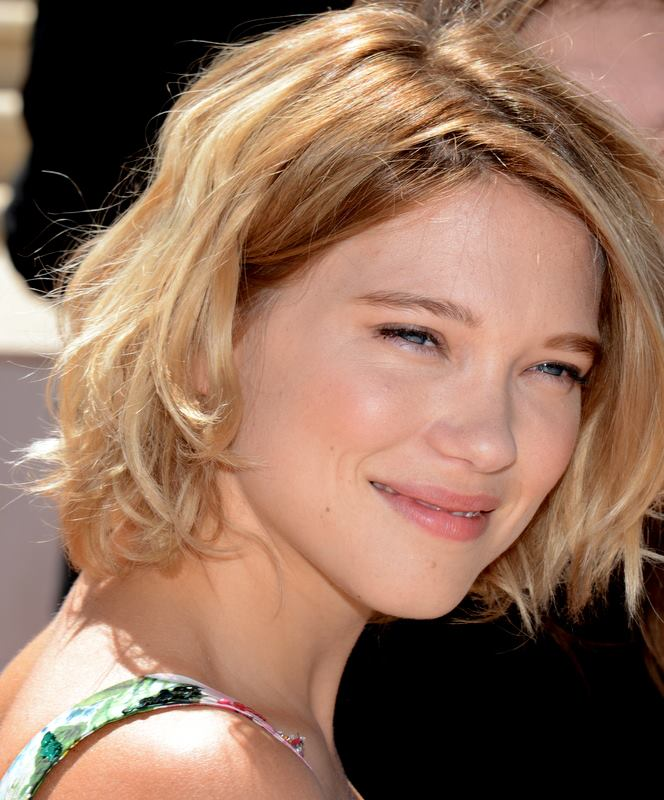
Léa Seydoux, en el Festival de Cannes de 2013.

Inició su carrera como actriz en el cine francés y participó en las películas Una vieja amante (2007), On War (2008) y, años más tarde, en La belle et la bête.
Llamó la atención después de recibir su primera nominación a los Premios César por su actuación en La Belle Personne (2008) y ganó el Trophée Chopard, en el Festival de Cine de Cannes.
Desde entonces, ha actuado en distintas películas de Hollywood, como Inglourious Basterds (2009), Robin Hood (2010), Medianoche en París (2011), Misión imposible: Protocolo fantasma (2011), El Gran Hotel Budapest (2014) o como Chica Bond, de James Bond, en Spectre (2015) y Sin tiempo para morir.
En 2013, Seydoux ganó importantes premios, como la Palma de Oro en el Festival de Cine de Cannes por su papel en la película La vida de Adèle. En 2014 fue nominada en los Premios BAFTA a mejor estrella emergente.

## Vida personal
Seydoux y su novio André Meyer tienen un hijo, Georges, nacido el 18 de enero de 2017.

## Filmografía
| Año  | Título                               | Rol                    | Director/a                   |
| ---- | ------------------------------------ | ---------------------- | ---------------------------- |
| 2006 | Girlfriends                          | Aurore                 | Sylvie Ayme                  |
| 2007 | La Consolation                       | Camille                | Nicolas Klotz                |
| 2007 | Une vieille maîtresse                | Olivia                 | Catherine Breillat           |
| 2007 | 13 French Street                     | Jenny                  | Jean-Pierre Mocky            |
| 2008 | On War                               | Marie                  | Bertrand Bonello             |
| 2008 | Les Vacances de Clémence             | Jackie                 | Michel Andrieu               |
| 2008 | Des poupées et des anges             | Gisèle                 | Nora Hamdi                   |
| 2008 | La Belle Personne                    | Junie                  | Christophe Honoré            |
| 2009 | Lourdes                              | Maria                  | Jessica Hausner              |
| 2009 | Des illusions                        | The subway girl        | Etienne Faure                |
| 2009 | Inglourious Basterds                 | Charlotte LaPadite     | Quentin Tarantino            |
| 2009 | Going South                          | Léa                    | Sébastien Lifshitz           |
| 2010 | Robin Hood                           | Isabel de Angulema     | Ridley Scott                 |
| 2010 | Petit tailleur                       | Marie–Julie            | Louis Garrel                 |
| 2010 | Sans laisser de traces               | Fleur                  | Grégoire Vigneron            |
| 2010 | Belle Épine                          | Prudence Friedmann     | Rebecca Zlotowski            |
| 2010 | Roses à crédit                       | Marjoline              | Amos Gitai                   |
| 2010 | Mysteries of Lisbon                  | Blanche de Montfort    | Raúl Ruiz                    |
| 2011 | Medianoche en París                  | Gabrielle              | Woody Allen                  |
| 2011 | Misión imposible: Protocolo fantasma | Sabine Moreau          | Brad Bird                    |
| 2011 | Time Doesn't Stand Still             | Elle                   | Asa Mader Benjamin Millepied |
| 2011 | My Wife's Romance                    | Eve                    | Jamshed Usmonov              |
| 2012 | Adiós a la reina                     | Agathe-Sidonie Laborde | Benoît Jacquot               |
| 2012 | Sister                               | Louise                 | Ursula Meier                 |
| 2013 | La vida de Adèle                     | Emma                   | Abdellatif Kechiche          |
| 2013 | Grand Central                        | Karole                 | Rebecca Zlotowski            |
| 2013 | Prada: Candy                         | Candy                  | Wes Anderson Roman Coppola   |
| 2014 | La bella y la bestia                 | Bella                  | Christophe Gans              |
| 2014 | El Gran Hotel Budapest               | Clotilde               | Wes Anderson                 |
| 2014 | Saint Laurent                        | Loulou de la Falaise   | Bertrand Bonello             |
| 2015 | Journal d'une femme de chambre       | Célestine              | Benoît Jacquot               |
| 2015 | The Lobster                          | Loner Leader           | Yorgos Lanthimos             |
| 2015 | 007: Spectre                         | Dr. Madeleine Swann    | Sam Mendes                   |
| 2016 | It's Only the End of the World       | Suzanne                | Xavier Dolan                 |
| 2018 | Kursk                                | Tanya                  | Thomas Vinterberg            |
| 2018 | Zoe                                  | Zoe                    | Drake Doremus                |
| 2021 | Sin tiempo para morir                | Dr. Madeleine Swann    | Cary Fukunaga                |
| 2021 | The French Dispatch                  | Simone                 | Wes Anderson                 |
| 2021 | El engaño                            | La amante inglesa      | Arnaud Desplechin            |
| 2021 | The Story of My Wife                 | Lizzy                  | Ildikó Enyedi                |
| 2022 | Crimes of the Future                 | Caprice                | David Cronenberg             |
| 2022 | Una bonita mañana                    | Sandra Kinsler         | Mia Hansen-Løve              |
| 2023 | La bestia                            | Gabrielle              | Bertrand Bonello             |
| 2024 | Dune: Part Two                       | Margot Fenring         | Denis Villeneuve             |

## Videojuegos
| Año  | Título            | Papel   | Desarrolladora     |  |
| ---- | ----------------- | ------- | ------------------ |  |
| 2019 | Death Stranding   | Fragile | Kojima Productions |  |
| 2025 | Death Stranding 2 | Fragile | Kojima Productions |  |

## Videoclips
| Año  | Título original       | Intérprete | BSO     | Película | Notas                                                                                     |
| ---- | --------------------- | ---------- | ------- | -------- | ----------------------------------------------------------------------------------------- |
| 2015 | Writing's on the Wall | Sam Smith  | Spectre | Spectre  | - Globo de Oro 2016, Mejor canción original. - Premios Óscar 2016, Mejor canción original |

## Premios y distinciones
Festival Internacional de Cine de Cannes
| Año  | Categoría               | Película         | Resultado |
| ---- | ----------------------- | ---------------- | --------- |
| 2013 | Palma de Oro honorífico | La vida de Adèle | Ganadora  |

Premios César
- Nominación a la mejor actriz revelación por La Belle Personne (2008).
- Nominación a la mejor actriz por Adiós a la reina (2012).